# Barrio Soldati

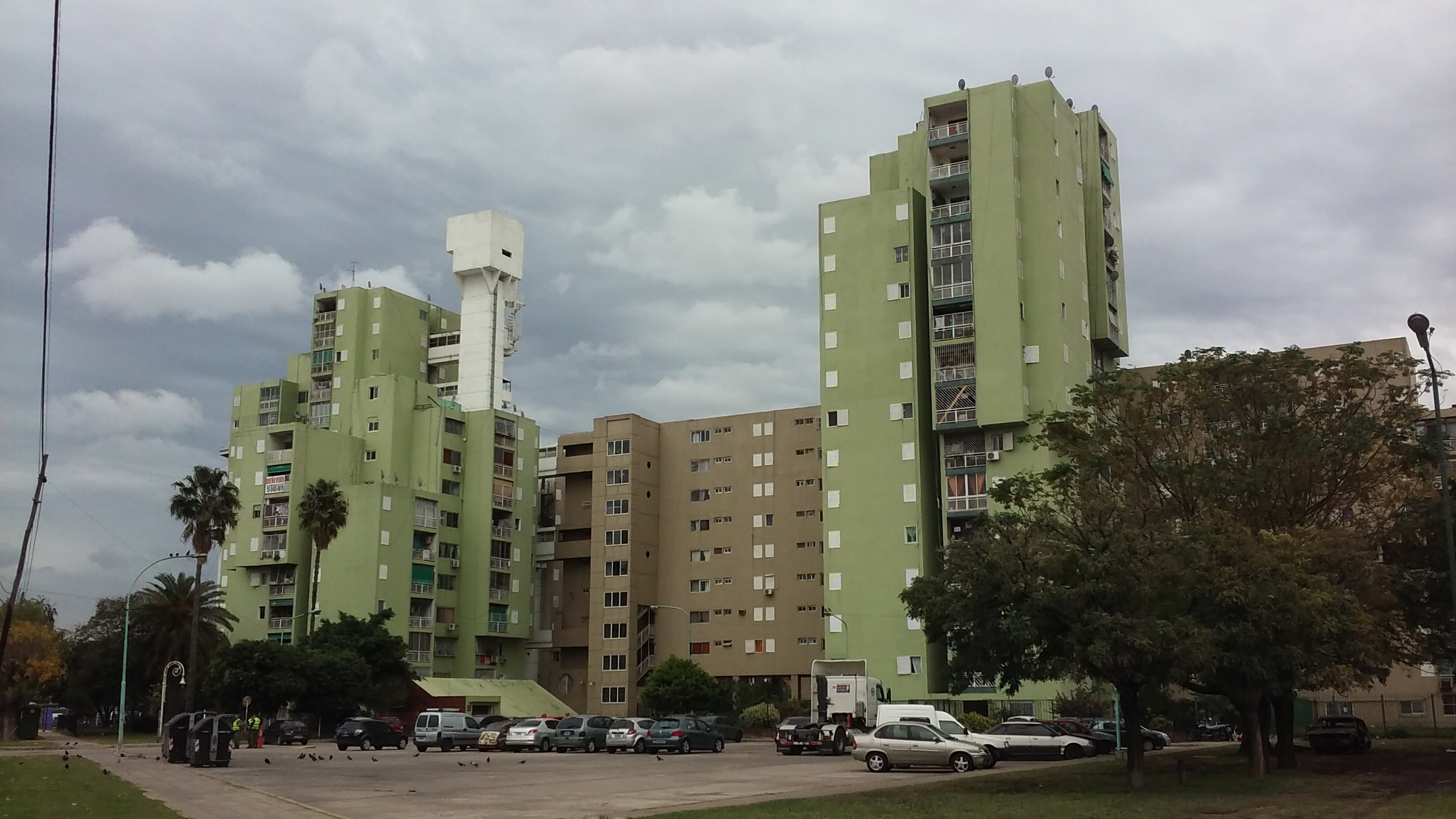
El conjunto Soldati en mayo de 2017.

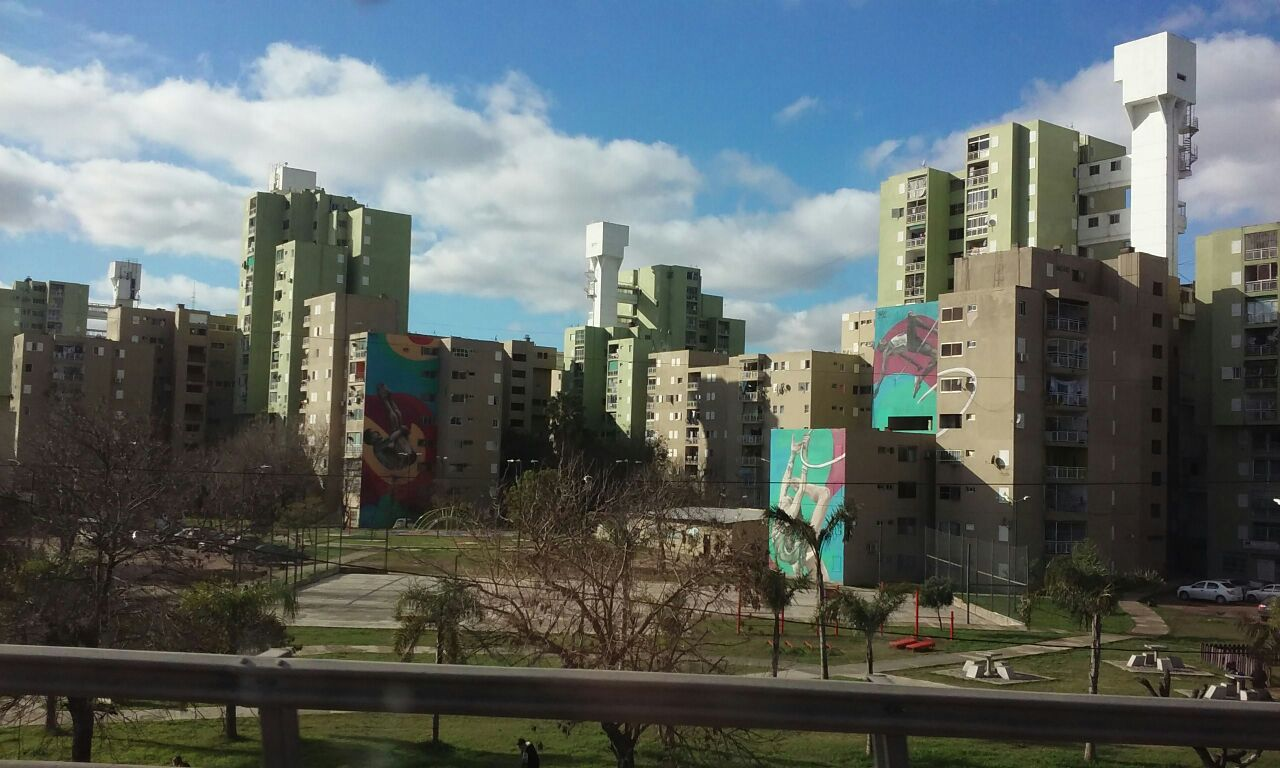
Murales pintados para los Juegos Olímpicos de la Juventud de Buenos Aires 2018.

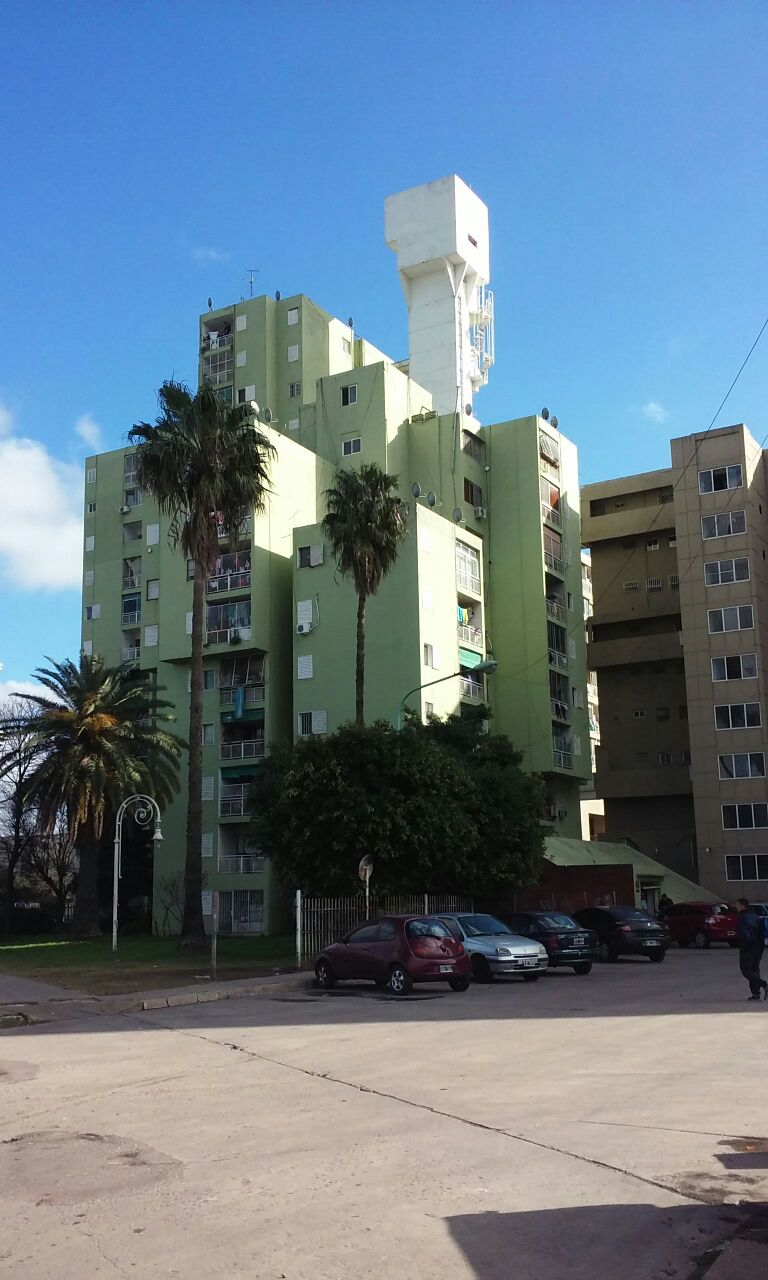
Una de las torres del conjunto.

El Barrio Soldati es un conjunto habitacional que se encuentra en el barrio de Villa Soldati, en la ciudad de Buenos Aires, Argentina.
La construcción del barrio fue planificada por la Secretaría de Vivienda, dependiente del Ministerio de Bienestar Social de la Nación, financiada por el Banco Hipotecario Nacional. El proyecto elegido en 1972 por concurso fue el del Estudio STAFF, formado por los arquitectos Ángela Bielus, Jorge Goldemberg y Olga Wainstein-Krasuk (también creadores del Barrio Ejército de los Andes). Las empresas constructoras participantes fueron Aslan y Ezcurra S.A., Dycasa S.A. y Petersen, Thiele y Cruz S.A. Aunque originalmente se había dividido el proyecto en 7 licitaciones, finalmente fueron adjudicadas todas al mismo equipo. Fue finalizado en 1978.

## Descripción
El conjunto urbano ocupa un predio de 19 hectáreas, y está compuesto por dos tipos de edificios intercalados. El primero de ellos se denomina tira debido a su desarrollo horizontal lineal, y tiene entre 3 y 4 plantas comunicadas por escalera. El segundo de ellos es la torre, también llamada nudo, es de mayor altura y existe en versiones de 8 y de 16 plantas, comunicadas con ascensores que se detienen solo en ciertos pisos.
En total, hay unas 1400 viviendas distribuidas en tiras (640 de dos dormitorios, 480 de tres dormitorios, 220 de cuatro dormitorios y 60 de cinco dormitorios), y 1800 en las torres (810 de dos dormitorios, 630 de tres dormitorios, 270 de cuatro dormitorios y 90 de cinco dormitorios). El barrio posee además una escuela, 2 centros comerciales de 3.000 m² cada uno (con estacionamiento) y 7 centros sociales. Son en total 266.913 m² construidos, pensados para alojar a 17.880 personas, dejando 13.600 m² para estacionamiento de automóviles.
Debido a la gran cantidad de habitantes que debía alojar el Conjunto Habitacional Soldati, fue necesario adoptar una determinada disposición de los numerosos bloques y torres para lograr el mayor asoleamiento de los departamentos posible. Por ello se ubicó las construcciones bajas a rumbo franco, y se les dio un perfil estrecho para que proyectaran poca sombra. Por otra parte, las torres se distribuyeron alejadas entre sí, con el mismo propósito. Los edificios fueron diseñados con variadas formas, alturas y volúmenes, con la intención de evitar la "anomia" de sus habitantes, tomando como base los casos de conjuntos habitacionales europeos que sufrían de este problema social.

## Historia
Luego del progresivo deterioro y la falta de mantenimiento de los edificios y espacios públicos del Conjunto Soldati, en agosto de 2001 la Legislatura de Buenos Aires sancionó la Ley 623, declarando una "emergencia edilicia y ambiental", e intimando a concretar la escrituración de propiedad de las viviendas, realizar un censo habitacional, formar una Comisión Técnica que se encargase de regularizar la situación del barrio. En julio de 2002, la Ley 831 prorrogó el plazo para concretar todo lo pedido un año más. Finalmente, en agosto de 2003 el Gobierno de la Ciudad firmó un acta de compromiso redactada por esta Comisión Técnica, comprometiéndose entre otras cosas a realizar la instalación de la red de gas en el Conjunto Soldati, y a disminuir la cantidad de habitantes del sobrepoblado complejo de edificios.
En abril de 2015, finalmente el Gobierno de la Ciudad inauguró obras de mejora: mantenimiento y puesta en valor de los edificios (pintura, impermeabilización, colocación de luces, reparación de escaleras y tendido de gas), organización de consorcios autosustentables y regularización dominial de las viviendas. Sin embargo, a los pocos meses, en septiembre del mismo año, tres adolescentes cayeron desde una escalera en un sexto piso cuando cedió la baranda metálica que los protegía, causando la muerte instantánea de uno de ellos. El caso reavivó los reclamos y expuso que la crisis edilicia no estaba solucionada. En abril de 2016, una jueza de Buenos Aires intimó nuevamente al Gobierno de la Ciudad a cumplir con obras diversas de mantenimiento y reparaciones.